# Maurice Limmen
Maurice Limmen (Alkmaar, 1 juli 1972) is een Nederlandse bestuurder en politicus. Hij is lid van het CDA. Sinds 1 december 2018 is hij voorzitter van de Vereniging Hogescholen.   

## Biografie
Na zijn studie rechtsgeleerdheid aan de Universiteit van Amsterdam en onder meer politieke geschiedenis en Europees recht aan de Universiteit van Parijs heeft Limmen gewerkt als jurist arbeidsrecht en sociaal verzekeringsrecht. In 2000 werd hij landelijk bestuurder zakelijke dienstverlening voor CNV Dienstenbond, in 2010 werd hij vicevoorzitter van het CNV.
Van 2002 tot 2010 was Limmen als raadslid actief voor het CDA in de gemeenteraad van Amsterdam, vanaf 2005 was hij fractievoorzitter. In 2009 leidde hij de enquêtecommissie naar de aanleg van de Noord/Zuidlijn van de Amsterdamse metro. Hij was van 1 januari 2014 tot 1 december 2018 voorzitter van het CNV. Sinds 1 december 2018 is hij voorzitter van de Vereniging Hogescholen.